# Helminthosporium solani
Helminthosporium solani Durieu & Mont. – gatunek workowców z klasy Dothideomycetes. Wywołuje chorobę parch srebrzysty ziemniaka.

## Systematyka i nazewnictwo
Pozycja w klasyfikacji według Index Fungorum: Helminthosporium, Massarinaceae, Pleosporales, Pleosporomycetidae, Dothideomycetes, Pezizomycotina, Ascomycota, Fungi.
Po raz pierwszy opisali go w 1849 r. Michel Charles Durieu de Maisonneuve i Jean Pierre François Camille Montagne. Synonimy:
- Brachysporium solani (Durieu & Mont.) Sacc. 1886
- Dematium atrovirens Harz 1871
- Helminthosporium atrovirens (Harz) E.W. Mason & S. Hughes 1953
- Spondylocladium atrovirens (Harz) Harz ex Sacc. 1886[3].

Znana jest tylko anamorfa, jednak na podstawie budowy molekularnej oraz badań biochemicznych i ultrastrukturalnych zaliczony został do workowców.

## Morfologia
Na porażonych bulwach ziemniaka H. solani w sprzyjających warunkach (wilgotność względna powyżej 90% i temperatura powyżej 3 °C) tworzy nalot złożony z konidioforów i konidiów. Konidia są buławkowate, ciemne, podzielone na 5–9 grubościennych komórek o wymiarach 29–66 × 6–12 μm.
Parch srebrzysty ziemniaka może być mylony z antraknozą ziemniaka wywoływaną przez Colletotrichum coccodes. Jednak na nalocie wywołanym przez H. solani występują konidiofory i konidia, zaś na nalocie C. coccodes mikrosklerocja. Sprawcę choroby można skutecznie rozpoznać po morfologii zarodników używając lupy o powiększeniu 10 × lub mikroskopu.
H. solani jest pasożytem tylko ziemniaka. Głównym źródłem zakażenia bulw ziemniaka są porażone sadzeniaki. Znajdujący się na nich patogen wytwarza konidia, które infekują nowo powstające bulwy ziemniaków. Jednak patogen może jako saprotrof przetrwać na wielu roślinach. Stwierdzono jego występowanie na starzejących się liściach lucerny, sorga, żyta, owsa, kukurydzy, pszenicy, rzepaku, koniczyny czerwonej i gryki.